# Mittagstraße 8 (Magdeburg)

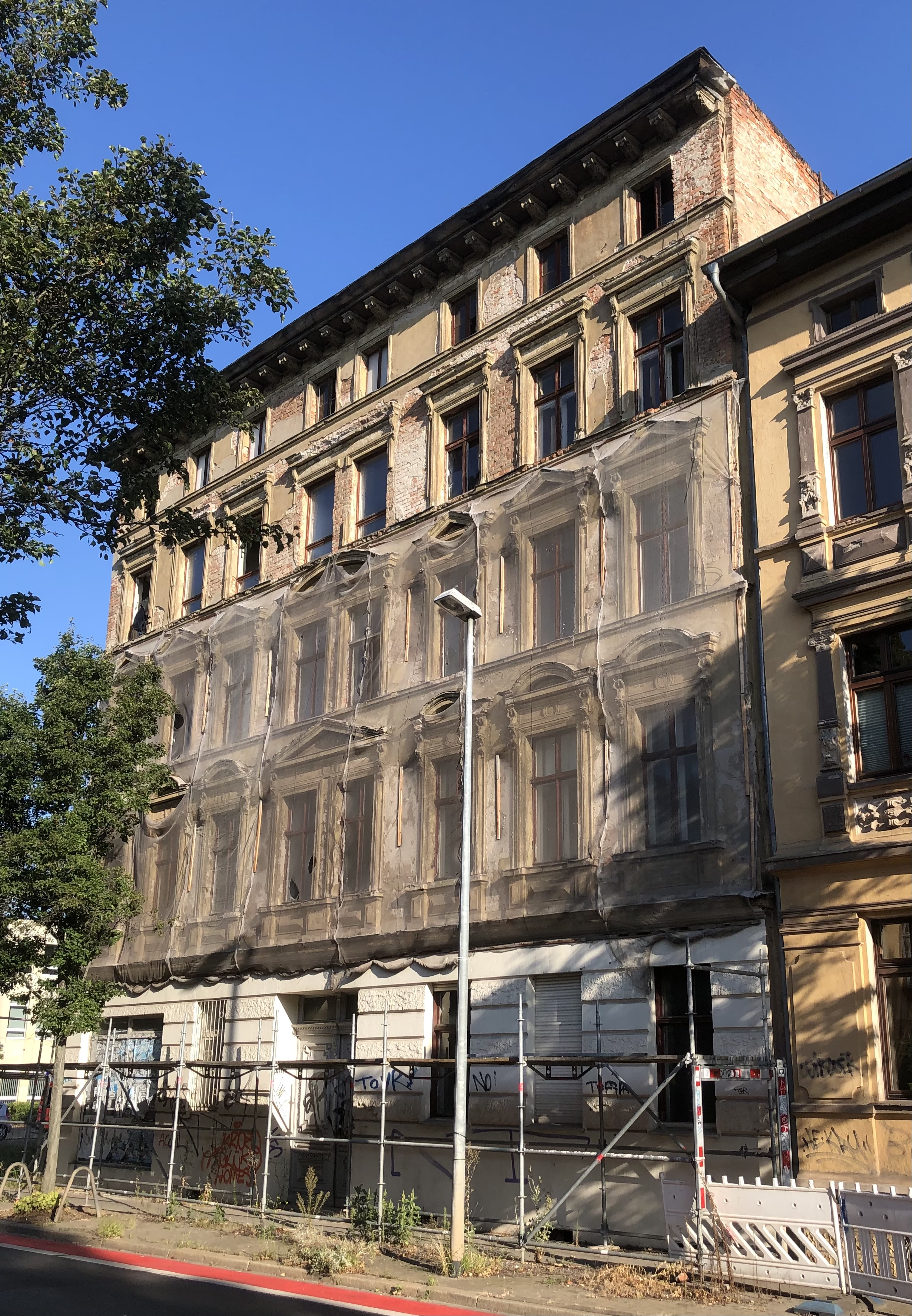
Haus Mittagstraße 8 im Jahr 2021

Das Gebäude Mittagstraße 8 ist ein denkmalgeschütztes Wohnhaus in Magdeburg in Sachsen-Anhalt.

## Lage
Das Gebäude befindet sich auf der Nordseite der Mittagstraße im Magdeburger Stadtteil Neue Neustadt. Unmittelbar östlich grenzt das gleichfalls denkmalgeschützte Haus Mittagstraße 7 an.

## Architektur und Geschichte
Der viereinhalbgeschossige verputzte Bau wurde im Jahr 1888 vom Bauunternehmen Carl Tiemann für Herrn Denecke gebaut. Das Gebäude verfügt über ein Mezzaningeschoss. Die achtachsige Fassade ist im Stil der Neorenaissance gestaltet. Die beiden mittleren Achsen sind von Fensterverdachungen im Stil von Dreiecks- bzw. Segmentbogengiebeln zusammengefasst. Oberhalb der Fensteröffnungen sind im ersten Obergeschoss im übrigen Segmentbögen, im zweiten Dreiecksgiebel und im dritten Kragplatten angeordnet. Unter den Fensterverdachungen befinden sich als Konsolen kleine Karyatiden.
Zeitgleich mit dem Bau des Vorderhauses wurde auch ein Seiten- und ein Hinterhaus errichtet.
Derzeit (Stand 2021) steht das Gebäude leer und ist dringend sanierungsbedürftig.
Im örtlichen Denkmalverzeichnis ist das Wohnhaus unter der Erfassungsnummer 094 82811 als Wohnhaus verzeichnet.
Das Gebäude gilt als Teil der gründerzeitlichen Straßenzeile als städtebaulich wichtig und prägend für das Straßenbild.